# Rick Rozz
Rick Rozz, född Frederick DeLillo 9 januari 1967 i Apopka, Florida som Frederick DeLillo, är en amerikansk elgitarrist. Mest känd är han för death metal-banden Death och Massacre. Rick Rozz växte upp i Brooklyn, New York och flyttade senare till Altamonte Springs i Florida.
Rozz spelade i bandet Mantas från 1983. Bandet bytte namn till Death 1984. Han spelade också i bandet Massacre från 1984. 2015 bildade han bandet The End tillsammans med Massacre-medlemmarna Mike Mazzonetto och Michael Grim.

## Diskografi (urval)
Med Massacre
- 1986 – Chamber of Ages (demo)
- 1990 – The Second Coming (demo)
- 1991 – From Beyond
- 1991 – "Provoked Accurser" (singel)
- 1992 – Inhuman Condition (EP)
- 1996 – Promise
- 2012 – Condemned to the Shadows (EP)
- 2014 – Back from Beyond

Med Death
- 1988 – Leprosy

Med ('M') Inc.
- 2010 – ('M') Inc. (demo)
- 2011 – Demo (demo)
- 2014 – Taste the Hate

Med The End
- 2016 – Crawling Back to Life (demo)
- 2016 – Age of Apocalypse (EP)